# Canton de Saint-Symphorien-d'Ozon
Le canton de Saint-Symphorien-d'Ozon est une circonscription électorale française située dans le département du Rhône en région Auvergne-Rhône-Alpes.

## Histoire
Initialement situé dans le département de l'Isère, le canton a connu plusieurs modifications depuis sa création.
Par la loi no 67-1205 du 29 décembre 1967, le canton dans son ensemble est transféré au département du Rhône . 
Sont concernées les communes de : Chaponnay, Communay, Corbas, Feyzin, Marennes, Mions, Saint-Priest, Saint-Symphorien-d'Ozon, Sérézin-du-Rhône, Simandres, Solaize et Ternay.
Les communes de Saint-Pierre-de-Chandieu et de Toussieu, transférées dans les mêmes conditions mais qui relevaient dans le département de l'Isère du canton d'Heyrieux, sont alors rattachées au canton de Saint-Symphorien-d'Ozon.
En 1973, la commune de Saint-Fons, précédemment rattachée au canton de Bron, lui est adjointe.
En 1982, la commune de Saint-Priest est détachée pour constituer le nouveau canton de Saint-Priest.
En 1985, les communes de Corbas, Feyzin, Saint-Fons et Solaize sont détachées pour constituer le nouveau canton de Saint-Fons.
La réforme de l'administration territoriale de 2015 rattache la commune de Mions à la métropole de Lyon, celles de Toussieu et Saint-Pierre-de-Chandieu au nouveau canton de Genas, tandis que les communes de Chassagny, Millery, Montagny (précédemment rattachées au canton de Givors), Orliénas et Taluyers (précédemment rattachés au canton de Mornant) sont rattachées au canton de Saint-Symphorien-d'Ozon. Le canton est rattaché à l’arrondissement de Villefranche-sur-Saône.
En février 2017, le canton est à nouveau rattaché à l’arrondissement de Lyon.

## Représentation

### Conseillers généraux de 1833 à 2015
| Période      | Période          | Identité                                       | Étiquette              | Qualité |
| ------------ | ---------------- | ---------------------------------------------- | ---------------------- | --- |
| 1833         | 1836             | Pierre Bertrand (1765-1848)                    |                        | Notaire à Chaponnay                                                                                        |
| 1836         | 1848             | Jean-Jacques-Louis Lombard, Baron de Buffières | Majorité ministérielle | Avocat, propriétaire à Saint-Symphorien-d'Ozon Député (1834-1839, 1846-1849)                               |
| 1848         | 1852             | Christophe Bertholon                           | Extrême gauche         | Commerçant en soieries, propriétaire à Ternay Représentant du peuple (1848-1851), député (1876-1885)       |
| 1852         | 1864             | Jean-Pierre Bertrand (fils de P.Bertrand)      |                        | Notaire, maire de Chaponnay                                                                                |
| 1864         | 1865             | Etienne Pitiot                                 |                        | Notaire à Gillonnay Maire de Saint-Symphorien-d'Ozon                                                       |
| 1865         | 1887 (décès)     | Étienne Buyat                                  | Union des gauches      | Avocat à Lyon- Député (1876-1887) Président du Conseil général de l'Isère (1881-1887)                      |
| 1887         | 1898 (décès)     | François Reymond                               |                        | Médecin Maire de Saint-Priest (1870-1874, 1876-1888, 1892-1896)                                            |
| 1898         | 1906 (démission) | Nicolas Revouy                                 | Républicain            | Médecin, maire de Saint-Symphorien-d'Ozon (1897-1903)                                                      |
| 1906         | 1913             | Étienne Barrioz                                | Républicain            | Maire de Corbas (1884-1911), conseiller d'arrondissement                                                   |
| 1913         | 1931             | Marc Gaillard                                  | Rad.                   | Industriel, maire de Saint-Symphorien-d'Ozon (1908-1912)                                                   |
| 1931         | 1934 (décès)     | Gabriel Payet (1861-1934)                      | FR                     | Instituteur Maire de Saint-Priest (1919-1925)                                                              |
| 18 mars 1934 | 1937             | Jean Marc Gaillard                             | Rad.                   | Industriel, ancien maire de Saint-Symphorien-d'Ozon                                                        |
| 1937         | 1940             | Clément Payet-Burin (1874-1957)                | PDP                    | Cultivateur Maire de Saint-Priest (1941-1945), conseiller d'arrondissement                                 |
|              |                  |                                                |                        | |
| 1943         | 1945             | Pierre-Marcel Moulin (1892-1974)               | SFIO                   | Maire de Feyzin (1932-1944), conseiller d'arrondissement Nommé conseiller départemental en 1943            |
|              |                  |                                                |                        | |
| 1945         | 1968 (démission) | Joseph Cinelli                                 | SFIO puis Soc.ind.     | Médecin Maire de Saint-Symphorien-d'Ozon (1945-1968)                                                       |
| 17 mars 1968 | 1988             | Joseph Sibuet (1912-1994)                      | CIR puis PS            | Instituteur puis directeur d'école Maire de Mions (1968-1977) Vice-président du Conseil général            |
| 1988         | 1994             | Odette Pourcel                                 | PS                     | Propriétaire à Mions                                                                                       |
| 1994         | 2015             | Raymond Durand                                 | UDI                    | Informaticien retraité Maire de Chaponnay depuis 1989 Député (2008-2012) Vice-président du Conseil général |

### Conseillers d'arrondissement (de 1833 à 1940)
| Période                                  | Période      | Identité                         | Étiquette                | Qualité |
| ---------------------------------------- | ------------ | -------------------------------- | ------------------------ | --- |
| 1833                                     | 1845 (décès) | Pierre Reymond (1769-1845)       |                          | Cultivateur, propriétaire, maire de Saint-Priest (1795-1799, 1815-1816, 1821-1830, 1834-1840)               |
| 1845                                     | 1848         | Joseph Gérin                     |                          | Notaire à Vénissieux                                                                                        |
|                                          |              |                                  |                          | |
| 1886                                     | 1898         | Louis Gondin                     | Républicain              | Propriétaire, maire de Communay                                                                             |
| 1898                                     | 1906         | Étienne Barrioz                  | Républicain progressiste | Maire de Corbas                                                                                             |
| 9 déc. 1906                              | 1910         | Henri-Louis Mandran (1845-1920)  |                          | Propriétaire agriculteur et viticulteur, maire de Saint-Symphorien-d'Ozon                                   |
| 1910                                     |              | M. Merle                         | Radical                  | |
|                                          |              |                                  |                          | |
| 1928                                     | 1934         | Pierre-Marcel Moulin (1892-1974) | SFIO                     | Maire de Feyzin (1932-1944)                                                                                 |
| 1934                                     | 1937         | Clément Payet-Burin              | PDP                      | Cultivateur à Saint-Priest                                                                                  |
| 1937                                     | 1940         | Pierre-Marcel Moulin             | SFIO                     | Maire de Feyzin                                                                                             |
| 1940                                     |              |                                  |                          | Les conseils d'arrondissement ont été suspendus par la loi du 12 octobre 1940 et n'ont jamais été réactivés |
| Les données manquantes sont à compléter. |              |                                  |                          | |

### Conseillers départementaux à partir de 2015
| Période élective | Période élective | Mandat | Mandat   | Identité          | Nuance | Nuance | Qualité                                                                                       |
| ---------------- | ---------------- | ------ | -------- | ----------------- | ------ | ------ | --------------------------------------------------------------------------------------------- |
| 2015             | 2021             | 2015   | 2021     | Jean-Jacques Brun |        | LR     | Maire de Ternay (2008-2020) Président de la communauté de communes (2014-2020)                |
| 2015             | 2021             | 2015   | 2021     | Mireille Simian   |        | LR     | Ancienne agricultrice Adjointe au maire de Saint-Symphorien-d'Ozon (2001-2008 et depuis 2014) |
| 2021             | 2028             | 2021   | en cours | Jean-Jacques Brun |        | LR     | Conseiller sortant                                                                            |
| 2021             | 2028             | 2021   | en cours | Mireille Simian   |        | LR     | Conseillère sortante                                                                          |

### Résultats détaillés

#### Élections de mars 2015
À l'issue du 1er tour des élections départementales de 2015, deux binômes sont en ballottage : Laurent Guichard et Marie Zammit (FN, 28,78 %) et Jean-Jacques Brun et Mireille Simian (UMP, 27,62 %). Le taux de participation est de 48,53 % (13 128 votants sur 27 053 inscrits) contre 48,95 % au niveau départemental et 50,17 % au niveau national.
Au second tour, Jean-Jacques Brun et Mireille Simian (UMP) sont élus avec 64,58 % des suffrages exprimés et un taux de participation de 48,78 % (7 661 voix pour 13 196 votants et 13 196 inscrits).

#### Élections de juin 2021
Le premier tour des élections départementales de 2021 est marqué par un très faible taux de participation (33,26 % au niveau national). Dans le canton de Saint-Symphorien-d'Ozon, ce taux de participation est de 32,59 % (9 287 votants sur 28 496 inscrits) contre 32,35 % au niveau départemental. À l'issue de ce premier tour, deux binômes sont en ballottage : Jean-Jacques Brun et Mireille Simian (LR, 40,37 %) et Chantal Dubos et Louis Lardet (RN, 22,38 %).
Le second tour des élections est marqué une nouvelle fois par une abstention massive équivalente au premier tour. Les taux de participation sont de 34,36 % au niveau national, 33,07 % dans le département et 33,09 % dans le canton de Saint-Symphorien-d'Ozon. Jean-Jacques Brun et Mireille Simian (LR) sont élus avec 72,99 % des suffrages exprimés (6 252 voix pour 9 430 votants et 28 496 inscrits),,. 

## Composition

### Composition avant 1967
Le canton, alors situé dans l'Isère, est composé de 12 communes :
- Chaponnay,
- Communay,
- Corbas,
- Feyzin,
- Marennes,
- Mions,
- Saint-Priest,
- Saint-Symphorien-d'Ozon,
- Sérézin-du-Rhône,
- Simandres,
- Solaize,
- Ternay.

### Composition de 1967 à 1973
Lors de son intégration dans le Rhône, le canton est agrandi et compte 14 communes :
- Chaponnay,
- Communay,
- Corbas,
- Feyzin,
- Marennes,
- Mions,
- Saint-Priest,
- Saint-Symphorien-d'Ozon,
- Saint-Pierre-de-Chandieu,
- Sérézin-du-Rhône,
- Simandres,
- Solaize,
- Ternay
- Toussieu.

### Composition de 1973 à 1982
Le canton compte 15 communes.
- Chaponnay,
- Communay,
- Corbas,
- Feyzin,
- Marennes,
- Mions,
- Saint-Fons,
- Saint-Priest,
- Saint-Symphorien-d'Ozon,
- Saint-Pierre-de-Chandieu,
- Sérézin-du-Rhône,
- Simandres,
- Solaize,
- Ternay
- Toussieu.

### Composition de 1982 à 1985
Le canton compte 14 communes.
- Chaponnay,
- Communay,
- Corbas,
- Feyzin,
- Marennes,
- Mions,
- Saint-Fons,
- Saint-Symphorien-d'Ozon,
- Saint-Pierre-de-Chandieu,
- Sérézin-du-Rhône,
- Simandres,
- Solaize,
- Ternay
- Toussieu.

### Composition de 1985 à 2015
Le canton ne compte plus que 10 communes.
| Nom                                 | Code Insee | Codepostal | Superficie (km2) | Population (dernière pop. légale) | Densité (hab./km2) |
| ----------------------------------- | ---------- | ---------- | ---------------- | --------------------------------- | ------------------ |
| Saint-Symphorien-d'Ozon (chef-lieu) | 69291      | 69360      | 13,37            | 5 443 (2012)                      | 407                |
| Chaponnay                           | 69270      | 69970      | 18,89            | 3 805 (2012)                      | 201                |
| Communay                            | 69272      | 69360      | 10,54            | 4 080 (2012)                      | 387                |
| Marennes                            | 69281      | 69970      | 12,44            | 1 571 (2012)                      | 126                |
| Mions                               | 69283      | 69780      | 11,57            | 12 233 (2012)                     | 1 057              |
| Saint-Pierre-de-Chandieu            | 69289      | 69780      | 29,28            | 4 651 (2012)                      | 159                |
| Sérézin-du-Rhône                    | 69294      | 69360      | 3,97             | 2 584 (2012)                      | 651                |
| Simandres                           | 69295      | 69360      | 10,45            | 1 692 (2012)                      | 162                |
| Ternay                              | 69297      | 69360      | 8,06             | 5 365 (2012)                      | 666                |
| Toussieu                            | 69298      | 69780      | 5,02             | 2 456 (2012)                      | 489                |

### Composition depuis 2015
Le nouveau canton était composé de 12 communes à sa création.
À la suite de la création de la commune nouvelle de Beauvallon au 1er janvier 2018, ainsi qu'au décret du 5 mars 2020 la rattachant entièrement au canton de Mornant, le canton compte désormais 11 communes entières.
| Nom                                             | Code Insee | Intercommunalité         | Superficie (km2) | Population (dernière pop. légale) | Densité (hab./km2) | Modifier                                    |
| ----------------------------------------------- | ---------- | ------------------------ | ---------------- | --------------------------------- | ------------------ | ------------------------------------------- |
| Saint-Symphorien-d'Ozon (bureau centralisateur) | 69291      | CC du Pays de l'Ozon     | 13,37            | 6 076 (2022)                      | 454                | modifier les données · modifier les données |
| Chaponnay                                       | 69270      | CC du Pays de l'Ozon     | 18,89            | 4 519 (2022)                      | 239                | modifier les données · modifier les données |
| Communay                                        | 69272      | CC du Pays de l'Ozon     | 10,54            | 4 524 (2022)                      | 429                | modifier les données · modifier les données |
| Marennes                                        | 69281      | CC du Pays de l'Ozon     | 12,44            | 1 979 (2022)                      | 159                | modifier les données · modifier les données |
| Millery                                         | 69133      | CC de la Vallée du Garon | 9,22             | 4 323 (2022)                      | 469                | modifier les données · modifier les données |
| Montagny                                        | 69136      | CC de la Vallée du Garon | 8,30             | 3 212 (2022)                      | 387                | modifier les données · modifier les données |
| Orliénas                                        | 69148      | CC du Pays mornantais    | 10,42            | 2 633 (2022)                      | 253                | modifier les données · modifier les données |
| Sérézin-du-Rhône                                | 69294      | CC du Pays de l'Ozon     | 3,97             | 3 057 (2022)                      | 770                | modifier les données · modifier les données |
| Simandres                                       | 69295      | CC du Pays de l'Ozon     | 10,45            | 1 886 (2022)                      | 180                | modifier les données · modifier les données |
| Taluyers                                        | 69241      | CC du Pays mornantais    | 8,09             | 2 657 (2022)                      | 328                | modifier les données · modifier les données |
| Ternay                                          | 69297      | CC du Pays de l'Ozon     | 8,06             | 5 582 (2022)                      | 693                | modifier les données · modifier les données |
| Canton de Saint-Symphorien-d'Ozon               | 6909       |                          | 113,75           | 40 448 (2022)                     | 356                | modifier les données                        |

## Démographie

### Démographie avant 2015
| 1962   | 1968   | 1975   | 1982   | 1990   | 1999   | 2006   | 2011   | 2012   |
| ------ | ------ | ------ | ------ | ------ | ------ | ------ | ------ | ------ |
| 25 754 | 37 603 | 43 041 | 41 931 | 33 908 | 38 445 | 41 106 | 43 236 | 43 880 |

### Démographie depuis 2015
En 2022, le canton comptait 40 448 habitants, en évolution de +3,51 % par rapport à 2016 (Rhône : +4,34 %, France hors Mayotte : +2,11 %).
| 2013   | 2018   | 2022   |
| ------ | ------ | ------ |
| 37 381 | 39 869 | 40 448 |